# Cao nguyên Shan

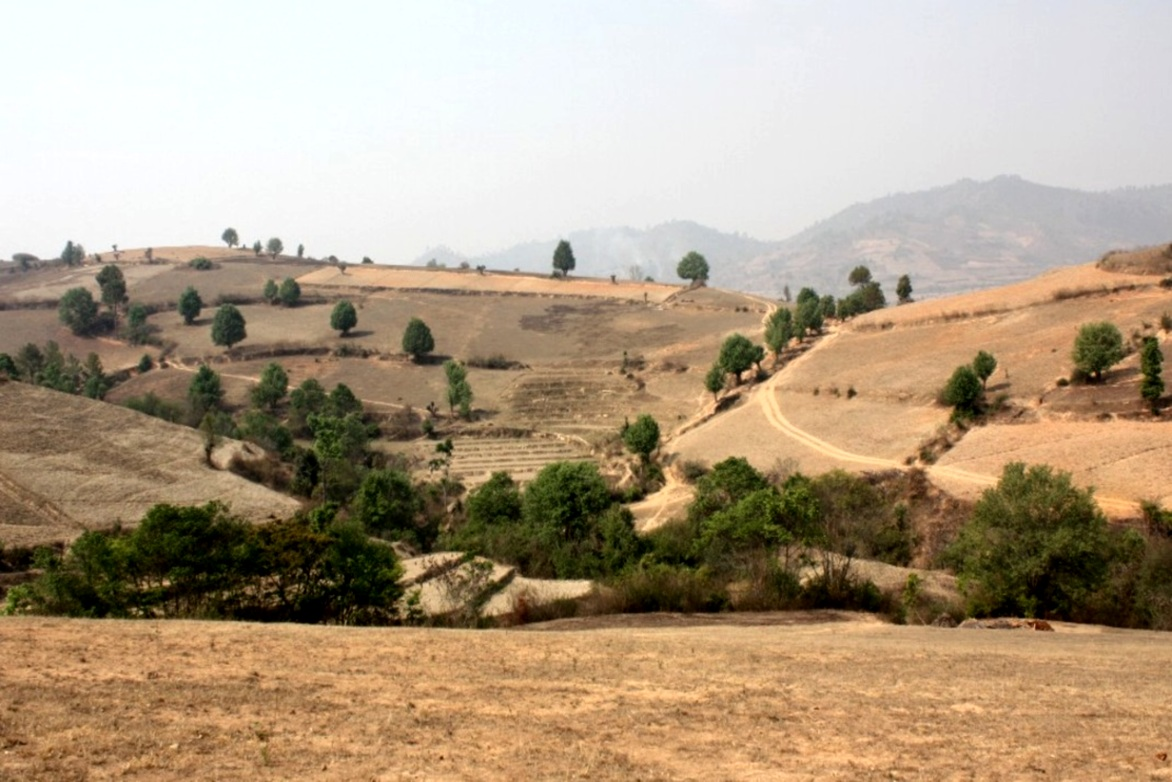
Cảnh quan bị tàn phá ở vùng cao nguyên Shan gần Kalaw trong lúc mùa khô.

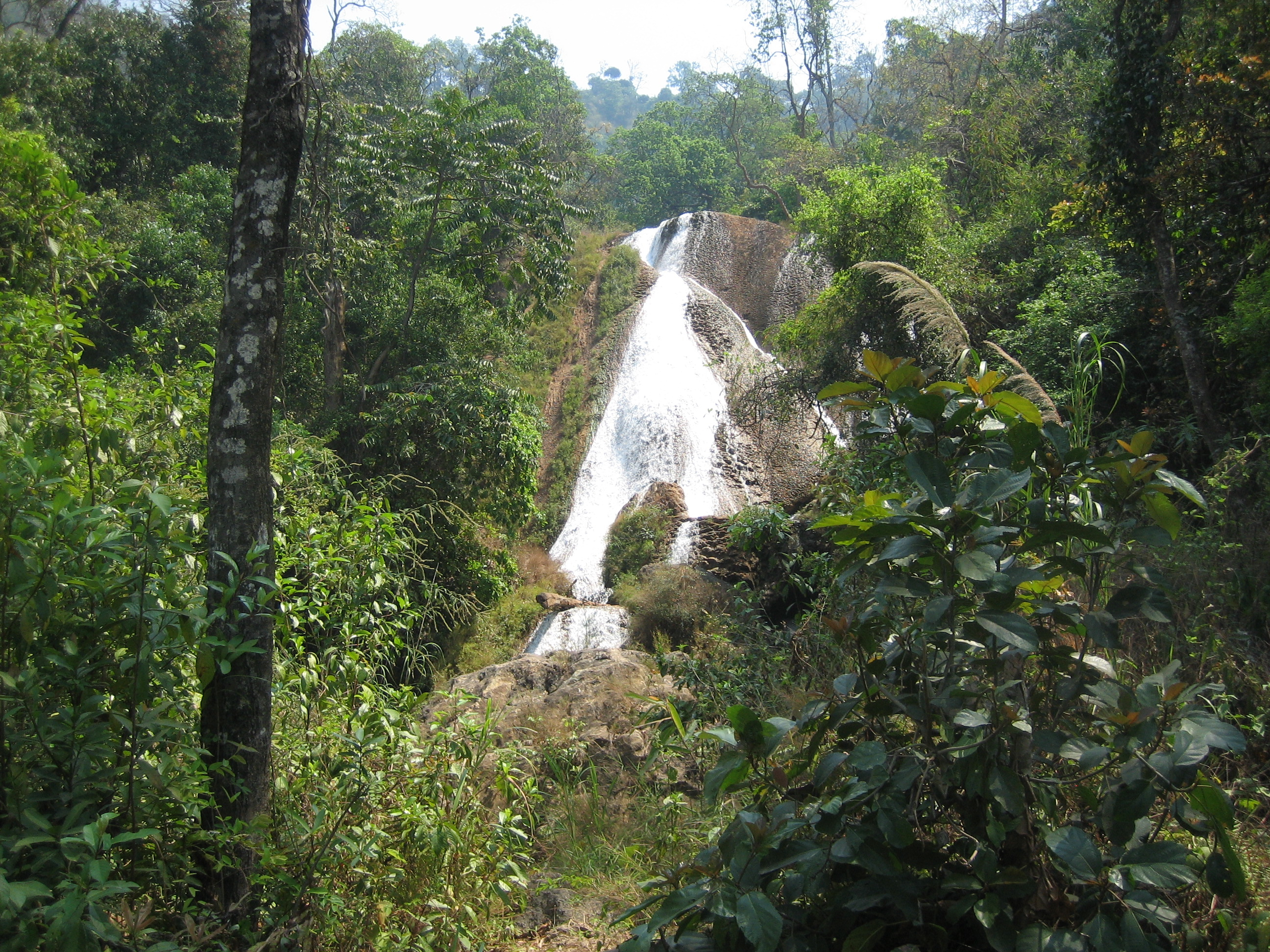
Thác nước Anishakan gần Pyin U Lwin.

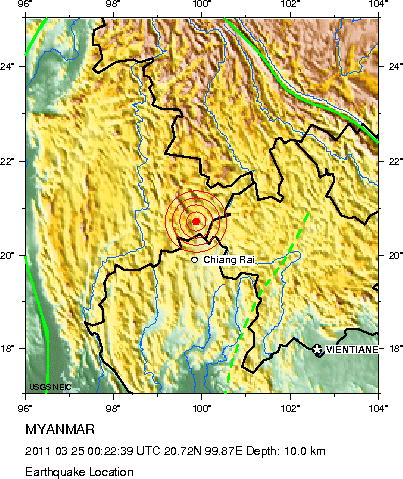
Vị trí trận động đất vào tháng 3 năm 2011

Cao nguyên Shan (tiếng Miến Điện: ရှမ်းရိုးမ, tiếng Thái: ฉานโยมา; Shan Yoma), còn được gọi là Tây nguyên Shan, là tên gọi chung cho một vùng núi, đồi và cao nguyên ở chân dãy núi Himalaya, bao trùm vùng biên giới giữa tỉnh Vân Nam (Trung Quốc), bang Shan (Myanma) và Thái Lan.

## Địa lý
Cao nguyên Shan thực chất là sự kết hợp của các dãy đồi, bình nguyên cao và các thung lũng sông sâu. Nó bao trùm vùng giữa miền đông của Myanma và vùng tây bắc Thái Lan.
Nó dâng lên khá nhanh từ vùng bình nguyên trung bộ Myanma và trải rộng hàng trăm kilomét về phía đông sang vùng tây bắc Thái Lan. Độ cao trung bình vào khoảng 1000 m. Mặt cao nguyên bị chia cắt bởi những vực sông sâu, các bồn địa lưu vực của sông Chao Phraya, sông Ayeyarwady và sông Thanlwin.
Một loạt dãy núi chạy gần như song song với nhau trên cao nguyên, cao tới 2500 m. Doi Inthanon, đỉnh cao nhất ở Thái Lan, cao 2565 m, thuộc một dãy núi ngăn cách Myanma với Thái Lan mà phía Thái Lan gọi là dãy núi Loi Lar hoặc dãy Daen Lao. Dãy này là dãy núi tận cùng phía tây của hệ thống cao nguyên Shan, ngăn cách lưu vực sông Thanlwin với lưu vực sông Mekong. Các đỉnh cao khác trên dãy Loi Lar là Doi Luang Chiang Dao (2175 m), Doi Pui (1685 m), và Doi Suthep (1676 m).
Dãy Daen Lao bắt đầu từ Chiang Saen ở phía đông. Đầu phía tây của nó chưa rõ ở đâu. Một số nhà địa lý coi Doi Inthanon thuộc tiểu hệ Thanon Thongchai, nối dãy Daen Lao với nơi bắt đầu của dãy núi Tenasserim ở tít phía nam. Đỉnh cao nhất trên dãy Thanon Thongchai là đỉnh núi Mae Ya (tiếng Thái: ยอดเขาแม่ยะ) (2005 m), ở phía đông của dãy này thuộc địa phận huyện Pai tỉnh Mae Hong Son.

## Đặc trưng
- Cao nguyên Shan nhìn từ hồ Inle
- Cao nguyên Shan ở tỉnh Mae Hong Son
- Nhìn qua hẻm núi Gokteik giữa Hsipaw và Pyin U Lwin
- Cao nguyên Shan giữa Chiang Mai và biên giới với Myanma.

Các dãy núi carxtơ khá phổ biến, vì một phần lớn cao nguyên Shan là đá vôi. Trên các cao nguyên còn có hồ, như hồ Inle gần Yawnghwe.
Phần cao nguyên Shan thuộc lãnh thổ Myanma là nơi sản xuất nhiều khoai tây nhất nước này.
Thời thuộc Anh, ga đường sắt chính cho cả vùng cao nguyên Shan thuộc Myanma là Pyin U Lwin, phía tây của cao nguyên. Nằm trên độ cao 1.000 m so với mặt biển và chỉ cách Mandalay 1 giờ ô tô, đây là nơi ăn dưỡng cho các quan lại thực dân trốn tránh cái nóng của mùa hè Myanma. Pyin-U-Lwin ngày nay vẫn nổi tiếng với vườn thực vật. Nhà ga ở đây có kiến trúc kiểu thuộc địa của Anh.